# آرشاویر هایراپتیان
آرشاویر آواگی هایراپتیان (ارمنی: Արշավիր Ավագի Հայրապետյան؛  زادهٔ ۱۷ اکتبر ۱۹۱۶ - درگذشته ۱۹۹۸) برزشناس اهل ارمنستان بود.

## زندگی‌نامه
وی در ۱۷ اکتبر ۱۹۱۶ در آگاراک به دنیا آمد و از دانشگاه ملی علوم کشاورزی ارمنستان فارغ‌التحصیل گشت. همچنین برندهٔ جوایزی همچون قهرمان کار سوسیالیست (۱۹۷۶)، نشان لنین (۱۹۷۱)، روبان نشان جنگ میهنی (درجه یک؛ ۱۹۸۵) و (درجه دو؛ ۱۹۴۴)، روبان نشان پرچم سرخ کار (۱۹۶۶, ۱۹۷۳)، نشان ستاره سرخ (۱۹۴۴)، مدال به خاطر پیروزی مقابل آلمان در جنگ بزرگ میهنی (۱۹۴۵–۱۹۴۱)، برزشناس افتخاری ارمنستان شوروی شده است. وی در ۱۹۹۸ در سن ۸۲ سالگی در ایروان درگذشت و در آرامستان نوباراشن به خاک سپرده شد.